# Alexander Abian
Alexander (Smbat) Abian (né le 1er janvier 1923 et mort le 24 juillet 1999) est un mathématicien américain qui a enseigné pendant environ 25 ans à l'Iowa State University. Il est surtout connu pour ses messages fréquents sur divers groupes de discussion Usenet et son plaidoyer pour la destruction de la Lune.

## Biographie
Abian est né à Tabriz, en Iran. Il est d'origine arménienne. Après avoir obtenu un diplôme de premier cycle universitaire, il émigre aux États-Unis en 1950, où il obtient une maîtrise de l'université de Chicago. Abian complète ensuite un doctorat à l'université de Cincinnati, où il écrit une thèse sur un sujet en théorie des invariants sous la direction d'Isaac Barnett (d). Après avoir enseigné au Tennessee, à New York, en Pennsylvanie et en Ohio, il rejoint la faculté de l'Iowa State en 1967.
Au cours de sa carrière, il écrit trois livres et publie plus de deux cents articles. Il prend sa retraite en 1993.

## Théorie de la Terre sans Lune
Abian acquiert une certaine notoriété lorsqu'il affirme que faire exploser la Lune résoudrait pratiquement tous les problèmes de l'existence humaine. Il fait cette déclaration en 1991 dans un journal du campus, soutenant qu'une Terre sans Lune ne vacillerait pas, éliminant à la fois les saisons et ses événements associés comme les vagues de chaleur, les tempêtes de neige et les ouragans. Abian repousse les critiques en faisant des appels à Galilée.
Le projet de destruction nucléaire de la Lune est rejeté par des astronomes, y compris le personnel de la NASA, pour plusieurs raisons : 
- L'arsenal nucléaire de l'humanité ne ferait pas plus que casser la croûte de la Lune,
- En cas de succès, le réchauffement de l'atmosphère terrestre par une grêle de débris lunaires en chute serait destructeur pour toute vie,
- Loin d'être « réglée », l'oscillation de la Terre subirait une augmentation, et non une diminution, sans stabilisation de la Lune, entraînant une inclinaison axiale de l'ordre de 45 degrés et, conséquemment, des saisons plus drastiques[6],[7].

## Ouvrages
- 1965 : (en) The theory of sets and transfinite arithmetic, Philadelphia, W. B. Saunders (LCCN 65023086)
- 1971 : (en) Linear associative algebras, New York, Pergamon, 1971 (ISBN 0-08-016564-8, LCCN 74130799)
- 1976 : (en) Boolean Rings, Branden Press, 1976 (ISBN 0-8283-1678-3, LCCN 76012065)